# محمد خالد جودة
محمد خالد جودة (ولد في 26 يناير 2005) هو لاعب كرة قدم قطري من أصل مصري، يلعب كلاعب جناح في نادي كالاهورا الإسباني معار من النادي العربي القطري ومنتخب قطر.

## مسيرة اللاعب
بدأ مع النادي العربي وأعير إلى نادي كالاهورا ب الإسباني في عام 2023 وشارك مع الفريق الأول في نادي كالاهورا في عام 2024.